# Rob David
Rob David (* 6. Juni 1971 in Queens, New York City, New York als Roberto Davide Purvis Jr.) ist ein US-amerikanischer Schauspieler und Komponist.

## Leben
Rob Davide wurde im New Yorker Stadtteil Queens geboren. Er studierte an den Universitäten in Wolgograd und Moskau Russische- und Sowjetische-Literatur und Dramaturgie. Anschließend schloss er in Rom sein Studium in Italienische Literatur und Staatswissenschaften ab. Danach besuchte er die Johns Hopkins Universität in Bologna und schloss mit Master of Arts im Bereich zwischenstaatliche Angelegenheiten und Volkswirtschaftslehre ab. Nach seinen wissenschaftlichen Studiengänge, studierte er Filmproduktion und Schauspielerei in Rom.
Während des Studiums spielte er in italienischen Filmproduktionen wie 2002 in der Fernsehserie Vento di ponente, Il compagno americano und Red Riding Hood beide im Jahr 2003 mit. Anschließend erhielt er Anstellungen bei internationalen Produktionen wie in dem spanisch-italienischen Horror-Thriller The Mark, in dem er die Hauptrolle Mark Draveni spielte. Im Jahr darauf spielte er in einer Nebenrolle den Charakter Corporal Finn im US-amerikanischen Mystery-Thriller Exorzist: Der Anfang mit. In der Fernsehserie Rom miemte David in drei Folgen den Charakter Glabius. In Breaking and Entering – Einbruch & Diebstahl stand er mit Jude Law und Robin Wright vor der Kamera, in dem er in der Nebenrolle des Luca in Erscheinung tritt. Im Jahr 2007 verkörperte er den Charakter Giancarlo in dem Fernsehfilm Der Mord an Prinzessin Diana, der sich mit dem Unfalltod von Prinzessin Di beschäftigt. In dem Film hatte Jennifer Morrison eine Hauptrolle als Journalisten und Grégori Derangère verkörperte einen Polizisten. Im selben Jahr hatte er einen Auftritt in der US-amerikanischen Serie Law & Order: Special Victims Unit in der Folge Philadelphia. 2008 stand er für die nächste Law & Order-Produktion, Criminal Intent – Verbrechen im Visier, vor der Kamera.
Neben seinen schauspielerischen Tätigkeiten arbeitete David auch als Komponist für mehrere Serien und verfasste zudem im Jahr 2008 das Drehbuch zum Kurzfilm Walking Paolini, den er auch selbst produzierte und als Darsteller mitwirkte. Für die Zeichentrickserie Monsuno verfasste er für zwei Folgen ebenfalls das Drehbuch.
Neben Englisch und Italienisch, spricht er fließend Hebräisch, Russisch, Spanisch und Französisch. Er kann sich zudem auch auf Deutsch und Griechisch verständigen.

## Filmografie (Auswahl)
- 2003: The Mark
- 2004: Exorzist: Der Anfang (Exorcist: The Beginning)
- 2005: Rom (Rome, Fernsehserie, drei Folgen)
- 2006: Breaking and Entering – Einbruch & Diebstahl (Breaking and Entering)
- 2007: Der Mord an Prinzessin Diana (The Murder of Princess Diana)
- 2007: Law & Order: Special Victims Unit (Law & Order: New York, Fernsehserie, Folge Philadelphia)
- 2008: Criminal Intent – Verbrechen im Visier (Law & Order: Criminal Intent, Fernsehserie, Folge Assassin)
- 2008: Walking with Pasolini (Kurzfilm und zudem Regie, Drehbuch, Produzent)
- 2012: Monsuno (Drehbuch, Fernsehserie, Folgen Breakthrough und Wicked)
- 2012: Doctor Who (Fernsehserie, Folge 7x05 Die Macht des Wortes)
- 2013: Half of a Yellow Sun
- 2013: R.E.D. 2

### Komponist
- 2007: MacIntyre: Edge of Existence (4 Folgen, 2007)
- 2010: Wallace & Gromit’s Welt der Erfindungen (Wallace & Gromit’s World of Invention, Fernsehserie, sechs Folgen)
- 2010: Maneaters 2
- 2011: Ramesses: Mummy King Mystery
- 2009–2011: Man vs. Wild (Fernsehserie, Folgen Arctic Circle (2009) und Borneo (2011))